# Phaonia subnigrisquama
Phaonia subnigrisquama är en tvåvingeart som beskrevs av Xue och Li 1989. Phaonia subnigrisquama ingår i släktet Phaonia och familjen husflugor. Inga underarter finns listade i Catalogue of Life.